# سفارت اوکراین در مینسک
سفارت اوکراین در مینسک (به لاتین: Embassy of Ukraine) یک منطقهٔ مسکونی و نمایندگی سیاسی این کشور در بلاروس است که در مینسک واقع شده‌است.